# Ammoecius
Il genere Ammoecius Mulsant, 1842, appartiene alla Sottofamiglia Aphodiinae della Famiglia degli Scarabaeidae dell'Ordine dei Coleotteri.

## Descrizione
Per maggiori particolari sulle caratteristiche fisiche, l'anatomia, il comportamento, l'habitat e la fenologia si rimanda alla voce Aphodiinae.
I coleotteri appartenenti al genere Ammoecius condividono i seguenti caratteri diagnostici: 
- Sono specie di piccole o medie dimensioni, da 3 a 10 millimetri; di forma tozza, subovale e fortemente convessa, molto lucida, glabra; di colore nero, le elitre possono essere rossastre.
- Il capo è cupoliforme; ha epistoma punteggiato, a volte subrugoso in avanti; il clipeo verso la parte centrale è sinuato, arrotondato o denticolato ai lati e con l'orlo completo e glabro.
- Le guance o gonae sono ottusamente arrotondate, cigliate, più sporgenti degli occhi; la sutura frontale è senza tubercoli.
- Il pronoto è molto convesso e densamente punteggiato; i lati sono orlati, arrotondati o diritti, talvolta subsinuati prima degli angoli posteriori, che sono distinti, ottusi, raramente subtroncati. La base del pronoto è generalmente orlata.
- Lo scutello ha forma triangolare, è piccolo, punteggiato.
- Le elitre sono fortemente convesse, raramente subparallele ai lati, ovali e denticolate all'omero; le strie sono superficiali o profonde, molto punteggiate e crenulate; gli intervalli sono piani o convessi debolmente, a volte subcareniformi all'apice, punteggiati in modo sparso e fine.
- Le protibie sono tridentate al margine esterno nel senso distale, serrulate nel senso prossimale; la faccia superiore ha pochi punti irregolarmente sparsi.
- Le metatibie, sulla faccia esterna, hanno distinte carene trasverse con una corona di spinule corte e di uguale lunghezza.
- Il pigidio ha pubescenza fine, diritta, corta e sparsa, al margine apicale con ciglia dense e allungate.
- Il dimorfismo sessuale è evidenziato nei maschi dalla carena epistomale più elevata; dal pronoto con punteggiatura meno densa sia sul disco che sui fianchi; dallo sperone apicale inferiore delle mesotibie accorciato e troncato apicalmente e dalla placca metasternale più incavata.
- L'edeago ha parameri molto allungati, sinuati o ristretti verso l'apice.
- L'epifaringe al margine anteriore è sinuata in modo distinto.
- L'epitorma è larga e a forma di goccia.
- La corypha è più sporgente del margine anteriore, e apicalmente è sinuata.
- I pedia hanno chaetae sparse, robuste e allungate; quelle anteriori sono uncinate.
- Le chaetopariae sono dense e molto allungate.

## Distribuzione
È un genere diffuso nella regione paleartica e nella regione afrotropicale.

## Tassonomia
Attualmente (anno 2006) il genere comprende 24 specie di cui 4 reperite in territorio italiano:
- Ammoecius acerbus
- Ammoecius aculeatus
- Ammoecius amplicollis
- Ammoecius asellus
- Ammoecius brevis   (italiana)
- Ammoecius dentatus
- Ammoecius dogueti
- Ammoecius elevatus   (italiana)
- Ammoecius eli
- Ammoecius felscheanus
- Ammoecius franzi
- Ammoecius frigidus
- Ammoecius incultus
- Ammoecius lugubris
- Ammoecius lusitanicus
- Ammoecius meurguesae
- Ammoecius mimus
- Ammoecius muchei
- Ammoecius naviauxi
- Ammoecius numidicus   (italiana)
- Ammoecius rugifrons   (italiana)
- Ammoecius satanas
- Ammoecius terminatus
- Ammoecius yamato